# Germano Almeida
Germano Almeida (Boa Vista, 1945) é um escritor cabo-verdiano.

## Biografia
Nasceu na ilha da Boa Vista, em Cabo Verde, numa zona intermédia entre rural e urbana. Aos sete anos quase morreu afogado na praia.  Em 1965 fez a tropa em Angola, numa zona de confronto.  Recebeu uma bolsa da Gulbenkian para estudar Direito na Universidade de Lisboa em 1970.  Regressando a Cabo Verde em 1977, dedica-se à advocacia na ilha de São Vicente. Foi deputado eleito pelo Movimento para a democracia de Cabo Verde e exerceu o cargo de Procurador-Geral da República de Cabo Verde.
No campo literário foi um dos co-fundadores da revista literária Ponto & Vírgula (1983-1987). Fundou Ilhéu Editora em 1989 e publicou 16 livros, incluindo 9 romances. Ganhou o Prémio Camões em 2018, tornando-se assim no segundo escritor Cabo-Verdiano a receber tal mérito.
Recebeu duas condecorações de Portugal: a 9 de julho de 1997, o grau de Comendador da Ordem do Mérito, e a 10 de junho de 2019 o grau de Grande-Oficial da Ordem do Infante D. Henrique.

## Escrita
Seus romances foram traduzidos para diversas línguas. Caracteriza-se por usar  o humor e a sátira, denuncia  a duplicidade da sociedade cabo-verdiana, caracterizada durante os primeiros anos de independência por um regime de partido único. Exemplo desse humor é O Meu Poeta, romance de grande fôlego onde o autor satiriza com invulgar sarcasmo a realidade cabo-verdiana. É considerado o primeiro romance verdadeiramente nacional.
A sua escrita desmarca-se da geração dos claridosos, não tendo como base as questões da emigração, pobreza, e secas.

## Obras
- O testamento do Sr. Napumoceno da Silva Araújo (1989);
- O dia das calças roladas (1992);
- O Meu Poeta (1990);
- A Ilha Fantástica (1994);
- Os Dois Irmãos (1995);
- Estórias de dentro de Casa (1996);
- A morte do meu poeta (1998);
- A Família Trago (1998);
- Estórias contadas (1998);
- Dona Pura e os Camaradas de Abril (1999);
- As memórias de um espírito (2001);
- Cabo Verde - Viagem pela história das ilhas (2003) - Apresentação histórica das nove ilhas habitadas de Cabo Verde;
- O mar na Lajinha (2004);
- Eva (2006);
- A morte do ouvidor (2010);
- De Monte Cara vê-se o mundo (2014);
- O Fiel Defunto (2018);
- O Último Mugido (2020);
- Infortúnios de um Governador nos Trópicos (2023).